# 藤田あいな
藤田 あいな（ふじた あいな、1996年8月30日 - ）は、日本のグラビアアイドル。大阪府出身。
2020年10月に佐久間愛菜から藤田 あいな（ふじた あいな）に改名した。

## 作品

### DVD

#### 佐久間愛菜名義
- 僕の妹を紹介します（2017年4月28日、雪美舎）
- 美少女名鑑（2017年9月29日、雪美舎）

#### 藤田あいな名義
- 僕だけのキミでいて（2021年5月28日、NON STYLE）
- スウィート地獄に堕としてあげる（2022年9月27日、エアーコントロール）

## 出演

### テレビ
- 1億人の大質問!?笑ってコラえて!（日本テレビ）[3]